# Чумак, Юрий Александрович
Юрий Александрович Чумак (укр. Юрій Олександрович Чумак; род. 8 апреля 1962, Днепропетровск) — советский и украинский футболист, вратарь. Ныне — футбольный тренер.

## Биография
Воспитанник ДЮСШ-1 города Днепропетровска, в начале карьеры также занимался с юношеским составом клуба «Металлург» (Днепродзержинск). Первые матчи за команду мастеров сыграл в 1984 году в составе «Шахтёра» (Горловка) во второй лиге. С 1986 года выступал за «Кривбасс», за четыре следующих сезона сыграл более 160 матчей. Сезон 1990 года провёл в составе «Прикарпатья». В 1991 году перешёл в «Ростсельмаш», но основным вратарём не стал, сыграв за сезон четыре матча в Первой лиге СССР. На следующий год сыграл один матч за дубль ростовского клуба и вернулся на Украину.
С сезона 1992/93 выступал за «Кремень» в Высшей лиге Украины. В первом сезоне не был основным вратарём клуба и сыграл только один матч — 15 мая 1993 года против запорожского «Металлурга». Со следующего сезона стал основным вратарём и всего за пять сезонов в кременчугском клубе сыграл 87 матчей в чемпионате Украины.
В 1997 году, после вылета «Кремня» из Высшей лиги, перешёл в тернопольскую «Ниву», где провёл два сезона. В сезоне 1999/00 выступал за «Прикарпатье», с которым также вылетел из элитного дивизиона.
Всего в Высшей лиге Украины сыграл 133 матча.
С 2000 года до конца игровой карьеры выступал во Второй лиге Украины за «Горняк-Спорт», в том числе в сезонах 2002—2004 был играющим главным тренером.
После завершения игровой карьеры работал в тренерских штабах харьковского «Арсенала» и «Кремня». С 2008 по 2013 годы работал главным тренером кременчугского клуба. С 2015 по 2016 годы возглавлял литовский «Джюгас», игравший в первом дивизионе чемпионата Литвы. Затем работал тренером вратарей в клубах Латвии и Белоруссии. 27 апреля 2021 года стал исполняющим обязанности главного тренера симферопольской «Таврии».
В 2014 году стал победителем чемпионата Украины среди ветеранов в составе клуба «Пирятин» (Полтавская область). Признавался лучшим вратарём ветеранских турниров.

## Личная жизнь
Сын Роман (род. 1982) тоже стал профессиональным футболистом и играл на позиции вратаря.